# Elia (Lorenzetto)
La statua di Elia è una scultura in marmo realizzata da Lorenzetto, presente nella nicchia posta alla destra dell'ingresso della Cappella Chigi, all'interno della Basilica di Santa Maria del Popolo a Roma. L'artista seguì il progetto originale del suo maestro Raffaello, architetto della cappella; l'opera fu poi ultimata da uno dei migliori allievi del Lorenzetto, Raffaello da Montelupo.

## Storia
La statua del profeta Elia era parte dello schema decorativo originario elaborato da Raffaello. I principali temi iconografici della cappella funeraria di Agostino Chigi erano la resurrezione e l'ascensione dell'anima verso il Paradiso. Le due statue di Giona ed Elia potrebbero essere interpretate in tale ottica: il profeta Giona è quindi emblema del Cristo della resurrezione, mentre Elia del Cristo dell'Ascensione. Nell'Antico testamento è scritto:
"Or mentre essi camminavano e parlavano, ecco un carro di fuoco e cavalli di fuoco si interposero fra loro due ed Elia salì al cielo in un turbine."                (2Re 2,11)
Mentre Giorgio Vasari, nelle sue Vite, ha sottolineato un altro aspetto della storia di Elia:
 "...Elia, che col vaso d'acqua e col pane subcinerizio vive di grazia sotto il ginepro" 
 Fabio Chigi ribadì la scelta di tale tema in una lettera. La statua fu scolpita da Lorenzetto, uno dei migliori allievi di Raffaello; tuttavia, al contrario della sua controparte, ossia la statua di Giona che esce dalla balena, la statua dell'Elia era lontana dall'essere completata quando Raffaello morì nel 1520, e pertanto la sua versione finale potrebbe essere più distante dai disegni originali perduti. Un allievo di Lorenzetto, Raffaello da Montelupo, annotò nella sua autobiografia che aveva ultimato la statua tra il 1523 e il 1524. Raffaello da Montelupo. Entrambe le opere di Giona ed Elia rimasero nella bottega del Lorenzetto per un lungo periodo, come ricorda anche Vasari nelle sue Vite.
Lorenzo Lotti morì nel 1541, ma diversi anni dopo, nel 1552 Lorenzo Leone Chigi pagò il debito agli eredi del Lorenzetto, e le due statue furono collocate nella cappella. Presumibilmente erano poste ai lati dell'ingresso alla cappella, o per lo meno era questa la loro posizione quando Fabio Chigi visitò per la prima volta la cappella nel 1626. La statua di Elia si trovava sulla nicchia sinistra accanto all'ingresso. Tra il 1652 e il 1656 Gian Lorenzo Bernini restaurò la cappella, elaborando per la stessa le due nuove statue di Abacuc e l'angelo e di Daniele e il leone, per riempire le restanti due nicchie vuote. In tale occasione la statua di Elia fu spostata sulla nicchia destra dell'entrata alla cappella.

## Descrizione
La statua mostra il profeta nel deserto con un angelo. I dettagli sono accurati, specie se si considerano il groviglio di radici e piante presenti al di sotto del piede del profeta, e la parte di albero che cresce alle sue spalle. Elia è raffigurato come un uomo anziano e barbuto con i tradizionali attributi della brocca e del libro. Il suo sguardo è rivolto verso l'alto, verso la figura di Dio rappresentata sulla cupola della cappella.
Non è certo quale fosse la collocazione originaria prevista da Raffaello. John Shearman ha ritenuto che con molta probabilità era stata pensata per occupare una delle due nicchie adiacenti all'entrata, indicando, pertanto, che la sua attuale posizione è probabilmente corretta.